# Riku
Riku (Japans: リク) is een personage uit de Kingdom Hearts-reeks, gecreëerd door Tetsuya Nomura. Hij is de beste vriend van Sora en Kairi. Hij is beheerst en serieus, maar is nieuwsgierig naar andere werelden en het onbekende.
Hij koos ervoor om met behulp van de duisternis zijn vrienden te helpen, terwijl Sora koos voor het licht. Riku gebruikt als wapen de Soul Eater.
Ook Riku heeft de mogelijkheid om met de Keyblade te vechten, omdat hij degene was die werd gekozen door Terra om de kracht van de Keyblade te erven.
Riku komt voor in Kingdom Hearts, Kingdom Hearts: Chain of Memories, Kingdom Hearts II, Kingdom Hearts 358/2 Days en Kingdom Hearts: Birth by Sleep en wordt in de Engelse versies ingesproken door David Gallagher. In de Japanse versies is dit Mamoru Miyano.
Zijn naam kan vertaald worden als "land" volgens de on'yomi uitspraak van het woord. (陸)